# Georg Hellmesberger Jr.
Georg Hellmesberger Jr. (ur. 27 stycznia 1830 w Wiedniu, zm. 12 listopada 1852 w Hanowerze)  – austriacki skrzypek, dyrygent i kompozytor.

## Życiorys
Urodził się w Wiedniu w rodzinie z tradycjami muzycznymi. Muzykami również byli: ojciec Georg (1800–1873), brat Joseph (1828–1893) i bratankowie: Josef zw. Pepi (1855–1907) i Ferdinand (1863–1940). Studiował teorię muzyki i  grę na skrzypcach u swojego ojca w Konserwatorium Wiedeńskim  oraz kompozycję u Ludwiga Rottera.
W 1847 wraz z ojcem i bratem koncertował w Londynie. Następnie związał się z dworem w Hanowerze, gdzie od 1850 był koncertmistrzem, a potem kapelmistrzem w teatrze dworskim .
Zmarł w wieku 22 lat, wskutek choroby płuc.

## Twórczość
Jego kompozycje (w dużej mierze niepublikowane) obejmują symfonie, muzykę kameralną, utwory skrzypcowe i pieśni, a także dziewięć oper, z których dwie zostały wystawione w Hanowerze w 1851: opera w 3 aktach Die Bürgschaft (1848) z librettem Karla von Biedenfelda wg F. Schillera oraz opera komiczna w 2 aktach Les deux reines (Die beiden Königinnen) z librettem Johanna Gabriela Seidla wg F. Souliégo i E. Arnoulda .